# 长叶橐吾
长叶橐吾（学名：Ligularia longifolia）为菊科橐吾属的植物，是中国的特有植物。分布在中国大陆的云南等地，生长于海拔1,850米至3,050米的地区，常生长在沼泽，目前尚未由人工引种栽培。

## 异名
- Ligularia szemaoensis Hand.-Mazz.